# Is This Love
Is This Love е песен на английската рок група „Уайтснейк“, издадена като втори сингъл от техния едноименен албум от 1987 г. Сингълът е успешен за „Уайтснейк“ и достига №9 в „Ю Кей Сингълс Чарт“ в Обединеното кралство и №2 в американската класация за сингли „Билборд Хот 100“, където е изпреварен на първото място от хита на Джордж Майкъл Faith, с това, Is This Love става най-големият американски хит на групата, след Here I Go Again, който оглавява класациите през 1982 г. Сингълът е преиздаден през 1994 г., за да популяризира компилацията най-големите хитове на „Уайтснейк“ Greatest Hits. Тази версия достига №25 в „Ю Кей Сингълс Чарт“.
Is This Love представлява „мощна рок балада“, написана от вокалиста Дейвид Ковърдейл и китариста Джон Сайкс по време на ранния процес на писане на албума (който се състои в южна Франция) и първоначално се твърди, че песента е написана за Тина Търнър. Дейвид Ковърдейл потвърждава това в брошурата на 20-то юбилейно издание на Whitesnake. Въпреки това, според Дейвид Ковърдейл, когато Дейвид Гифън чува Is This Love, решават да запазят песента за „Уайтснейк“.
В концертите на „Уайтснейк“ от 1987 г., Is This Love е основен елемент от списъка с изпълнявани песни. Като такава, тя е включена в няколко от техните албуми записани на живо, включително Live: In the Shadow of the Blues (2006) и Live at Donington 1990 (2011). Джон Сайкс го изигра на живо през 2004 г. (Bad Boy Live!). През 2015 г. списание „Класик Рок“ класира песента на 7-о място в списъка си с Топ 40 на най-великите балади.

## Списък на песните
Всички песни са написани от Дейвид Ковърдейл и Джон Сайкс, освен където е отбелязано.
Издание за ОК
1. Is This Love – 4:48
2. Standing in the Shadow – 3:53 (Ковърдейл)
3. Need Your Love So Bad – 3:21 (Малкият Уили Джон)

Издание за САЩ
1. Is This Love – 4:48
2. Bad Boys – 4:09

## Състав
- Дейвид Ковърдейл – вокали
- Джон Сайкс – китари
- Нийл Мъри – бас
- Айнсли Дънбар – барабани, ударни
- Дон Еъри – клавиши